# Dvorišće (Rakovec)
Dvorišće je naseljeno mjesto u Republici Hrvatskoj u Zagrebačkoj županiji. 

## Povijest
Sudar zrakoplova iznad Zagreba koji se dogodio 10. rujna 1976., povezan je s naseljem jer je blizu ovog naselja pao Inex Adria-Airways let 550, jedan od letova u sudaru. Nitko nije preživio pad. 

## Zemljopis
Administrativno je u sastavu općine Rakovec. Naselje se proteže na površini od 4,36 km².

## Stanovništvo
Prema popisu stanovništva iz 2001. godine u naselju Dvorišće živi 179 stanovnika i to u 49 kućanstava. Gustoća naseljenosti iznosi 41,06 st./km².
| broj stanovnika | 156   | 175   | 216   | 277   | 248   | 298   | 278   | 327   | 314   | 304   | 284   | 242   | 221   | 187   | 179   | 164   | 150   |
|                 | 1857. | 1869. | 1880. | 1890. | 1900. | 1910. | 1921. | 1931. | 1948. | 1953. | 1961. | 1971. | 1981. | 1991. | 2001. | 2011. | 2021. |